# Marie Madeleine lisant
Marie Madeleine lisant est l'un des trois fragments connus d'un important retable peint au milieu du XVe siècle par le peintre flamand Rogier de le Pasture, connu sous le nom de Rogier van der Weyden. Réalisé entre 1435 et 1438, ce fragment est exposé à la National Gallery de Londres depuis 1860.

## Liminaire
Ce fragment représente une femme à la peau pâle, aux pommettes saillantes et aux paupières ovales typiques des portraits idéalisés des femmes nobles de cette époque. La femme a été identifiée comme étant Marie Madeleine grâce au pot à onguents placé au premier plan, un de ses attributs traditionnels dans l'iconographie chrétienne. Elle est représentée, complètement absorbée par sa lecture, comme un modèle de la vie contemplative, se repentant et absoute de ses péchés passés. Dans la tradition catholique, Marie Madeleine était confondue aussi bien avec Marie de Béthanie qui oint les pieds de Jésus avec de l'huile qu'avec une « pécheresse » anonyme mentionnée dans l'Évangile selon Luc. L'iconographie représente souvent Marie-Madeleine avec un livre, dans une posture de réflexion, en larmes, ou détournant les yeux. Van der Weyden accorde une attention particulière aux détails en de nombreux endroits du tableau, en particulier aux plis et à la texture de la robe de la femme, au cristal de roche qui compose les perles du chapelet tenu par le personnage qui se tient debout au-dessus de Marie-Madeleine et à la luxuriance du paysage à l'extérieur.
L'arrière-plan de ce fragment avait été recouvert d'une épaisse couche de peinture marron. Une restauration et un nettoyage réalisés entre 1955 et 1956 révélèrent le personnage debout derrière Marie Madeleine, la femme assise pieds nus représentée devant elle, ainsi qu'un paysage visible à travers une fenêtre. Les deux personnages que l'on aperçoit partiellement sont « coupés » à l'extrémité du fragment de Londres. Le buste du personnage qui se tient debout derrière Marie Madeleine a été identifié sur un deuxième fragment, exposé au Musée Calouste-Gulbenkian à Lisbonne et qui représente la tête de saint Joseph, alors que le troisième fragment, également exposé à Lisbonne, représente une femme qui serait sainte Catherine d'Alexandrie et appartiendrait à la même œuvre. Le retable d'origine mettait en scène une sacra conversazione,, connue seulement à travers un dessin, la Vierge à l'Enfant avec des saints, exposé au Nationalmuseum de Stockholm, qui est une copie partielle de l'œuvre, réalisée probablement de la fin des années 1500. Le dessin montre que Marie-Madeleine occupait la partie inférieure droite du retable. Les fragments de Lisbonne mesurent chacun environ un tiers de la taille de Marie-Madeleine lisant, qui mesure 62,2 × 54,4 cm.
Bien que la notoriété de Van der Weyden ait dépassé les frontières de la Flandre de son vivant, il tombe dans l'oubli au XVIIe siècle, et n'est pas redécouvert avant le début du XIXe siècle. Les différents possesseurs de Marie Madeleine lisant sont connus à partir de sa vente en 1811. Après être passé entre les mains d'un certain nombre de marchands d'art en Hollande, le panneau est acquis par la National Gallery de Londres en 1860 auprès d'un collectionneur à Paris. Il est décrit par l'historien de l'art Lorne Campbell comme étant « l'un des grands chefs-d’œuvre de l'art de XVe siècle et parmi les œuvres de jeunesse de Van der Weyden les plus importantes, ».

## Description

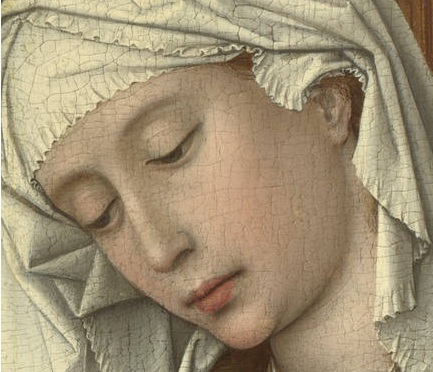
Détail montrant la figure et le voile de Marie Madeleine peint dans le blanc le plus pur.

Marie Madeleine est représentée dans la peinture de la pré-Renaissance sous les traits composites de divers personnages bibliques. Ici, elle est représentée sous ceux de Marie de Béthanie, qui est identifiée à Marie Madeleine dans la tradition catholique romaine. Marie de Béthanie qui s’est assise aux pieds de Jésus et a « écouté sa parole », est considérée comme un personnage contemplatif. À l’opposé, sa sœur Marthe représente la vie active, et désire que Marie-Madeleine l’aide à servir Jésus. Marie-Madeleine est représentée par Van der Weyden, jeune, assise dans une piété silencieuse avec la tête inclinée et les yeux qui se détournent modestement du spectateur. Elle est absorbée dans la lecture d’un livre sacré, dont la couverture est recouverte d'une « chemise » de tissu blanc, une forme répandue de protection des ouvrages à l’époque. Quatre signets en tissu de couleur sont attachés à une barrette d'or accrochée au dos du livre. Selon Lorne Campbell, « le manuscrit ressemble plutôt à une Bible française du XIIIe siècle » et est « clairement un texte de dévotion. » Il est rare, dans les portraits contemporains, de voir des femmes représentées en train de lire et, si le personnage en question savait lire c’est qu’elle était issue d’une famille noble.
Van der Weyden lie souvent la forme à la signification et, dans ce fragment le contour en demi-cercle de Marie Madeleine renforce l'impression de détachement paisible qui se dégage d'elle par rapport à la scène qui l’entoure. Elle est assise sur un coussin rouge et son dos repose contre une console en bois. À ses pieds, on retrouve son attribut traditionnel, une jarre en albâtre ; selon les Évangiles, elle apporte des épices et des onguents au tombeau de Jésus. À travers la fenêtre, on distingue un canal distant, avec un archer au sommet de l’enclos délimitant le jardin et un autre personnage marchant de l'autre.

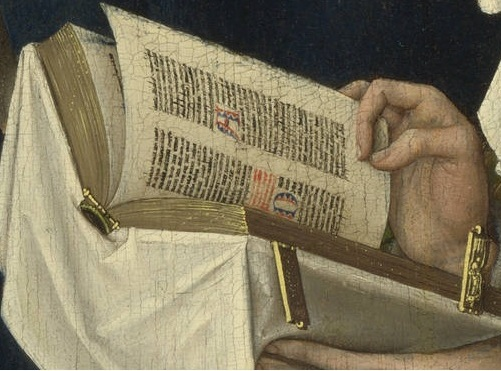
Détail montrant le livre de prières, probablement un livre d'heures, recouvert d’un tissu blanc et pourvu de fermoirs en or.

La position dans laquelle Van der Weyden représente Marie Madeleine est proche de celle adoptée, pour un certain nombre de personnages religieux féminins, par son maître Robert Campin et son atelier. Elle ressemble, dans le thème et dans le ton, au portrait de sainte Barbe dans le Triptyque de Werl de Campin, ainsi qu’à celui de la Vierge dans une Annonciation attribuée à Campin et exposée actuellement à Bruxelles. Typique des œuvres de van der Weyden, le visage de Marie-Madeleine a un regard presque sculpté, et les éléments de ses vêtements sont retranscrits dans les moindres détails. Elle porte une robe verte ; dans l’iconographie médiévale, Marie-Madeleine est souvent représentée soit nue soit vêtue de robes richement colorées, généralement rouges, bleues ou vertes, mais pratiquement jamais en blanc. Sa robe est étroitement lacée en dessous de son buste par une ceinture bleue, tandis que le brocart doré de son jupon est orné par un ourlet serti de pierreries. En 2009, le critique d’art Charles Darwent observe que l’artiste fait allusion au passé de « fille perdue » de Marie-Madeleine à travers les peluches dans la doublure en fourrure grise de sa robe et les quelques mèches de cheveux qui dépassent de son voile. Darwent écrit, « Jusqu’à ses doigts, formant distraitement un cercle, suggèrent la complétude. Avec ce mélange de pureté et d'érotisme, la Marie-Madeleine de Van der Weyden semble entière, mais elle ne l'est pas,. » À l’époque médiévale, la fourrure symbolise la sexualité féminine et était souvent associée à Marie-Madeleine. L’historien médiéviste Philip Crispin explique que des artistes tels que Memling ou Metsys représentent souvent Marie-Madeleine portant de la fourrure et il note qu’elle « est clairement vêtue de vêtements doublés de fourrure dans La Madeleine lisant de Rogier van der Weyden,. »

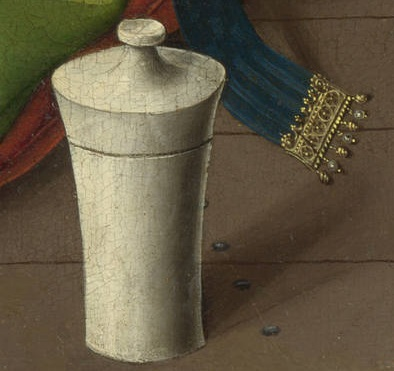
Détail dans le coin inférieur droit du panneau montrant la jarre et un rang de clous plantés dans le parquet en bois. On note l’attention portée à la boucle en métal doré et à l’ombre qui est projetée sur le sol.

Le niveau de détails utilisé pour le portrait de Marie Madeleine a été décrit par Campbell comme « excéd[ant] de loin » celui de van Eyck. Ses lèvres sont peintes avec des nuances de vermillon, de blanc et de rouge qui sont mélangés les uns aux autres pour donner un aspect transparent aux commissures. La doublure en fourrure de sa robe est peinte dans une gamme de gris allant presque du blanc pur au noir pur. Rogier van der Weyden donna à la fourrure un aspect texturé en peignant des bandes parallèles à la ligne de la robe, puis en retravaillant la peinture avant qu’elle ne sèche. La couleur dorée du vêtement est rendue par des empâtements, des grilles[Quoi ?] et des points de taille et de couleurs diverses.
De nombreux objets autour de Marie Madeleine sont détaillés avec soin, en particulier le sol en bois et les clous, les plis de sa robe, les costumes des personnages à l’extérieur de la pièce et les perles du chapelet de Joseph,. L'effet de la lumière tombante a été étudié de près ; les perles en cristal qui composent le chapelet de Joseph ont des reflets brillants, tandis que les délimitations subtiles entre la lumière et l'ombre peuvent être observées dans les entrelacs de la console (ou du buffet ?) et dans les fermoirs de son livre. Marie Madeleine est absorbée dans sa lecture et semble détachée de la scène qui a lieu autour d’elle. Van der Weyden lui a conféré une dignité paisible ce qui est inhabituel de sa part ; en effet, il est généralement considéré comme le plus « émotionnel » des maîtres flamands de cette période, et contraste — en particulier — avec Jan van Eyck.
Lorne Campbell décrit la minuscule silhouette de femme que l’on voit par la fenêtre et son reflet dans l’eau comme l’un des « petits miracles de la peinture », et dit que « l’attention [portée] aux détails excède de loin celle de Jan van Eyck et [que] l'habileté de l'exécution est stupéfiante. » Il note que ces petits détails étaient impossibles à distinguer par les spectateurs lorsque le retable était dans sa position prévue. D’autres parties du panneau ont, cependant, été décrites comme étant ternes et manquant d’inspiration. Un critique a écrit que le sol et une grande partie de la console derrière Marie Madeleine semblaient inachevés et « en effet, bien trop étroit et papyracé,. » Un certain nombre d’objets placés sur le meuble sont difficilement visibles à l’exception de leurs bases. L’objet le plus à droite monté sur un long pied, à côté d’une boîte, est probablement un petit pichet, ou peut-être un reliquaire. Une moulure à la gauche de l'armoire peut indiquer la présence d’une porte.

## Fragment de retable

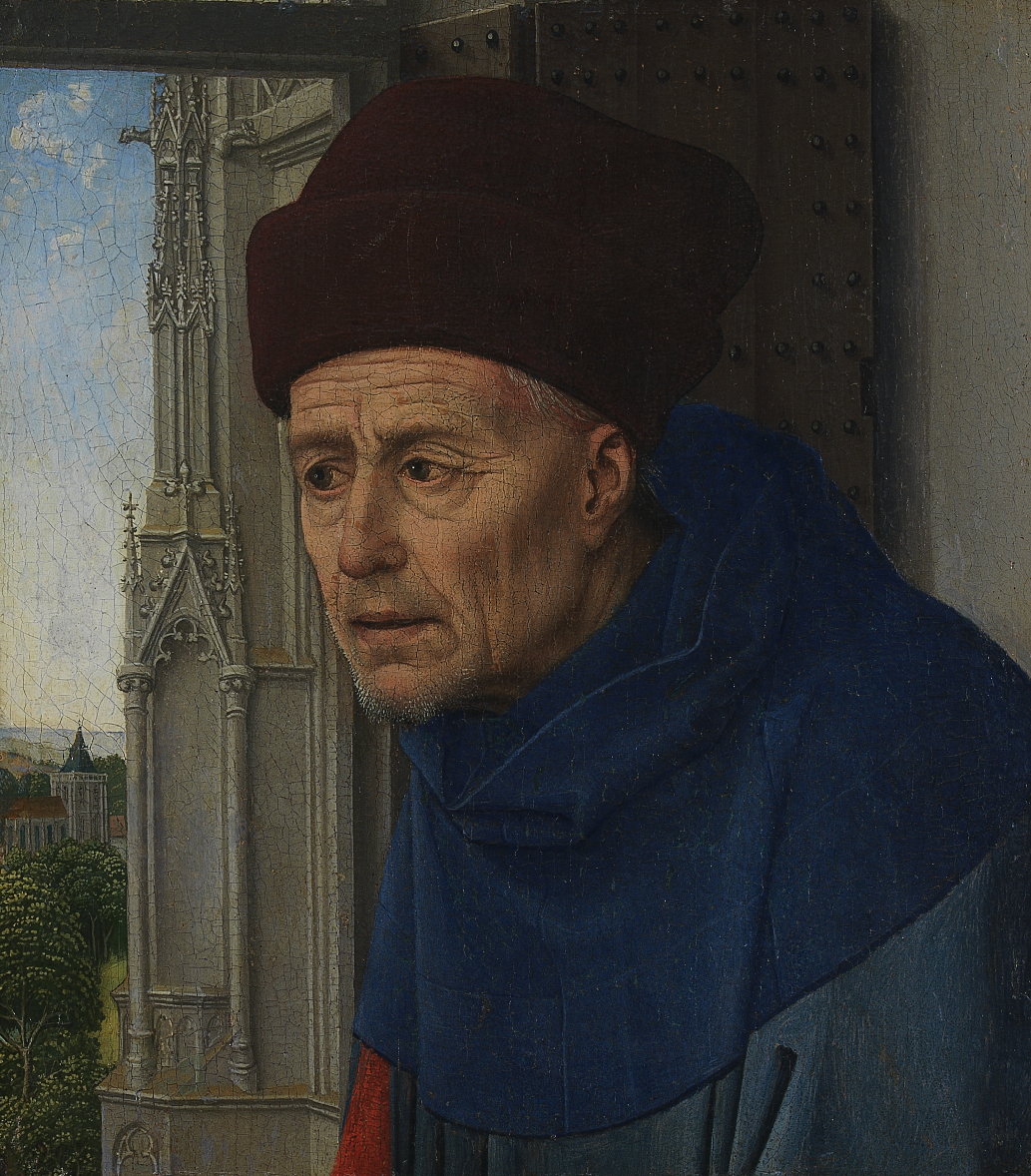
Tête de saint Joseph (fragment),, Museu Calouste Gulbenkian, Lisbonne. Ce panneau, dont on pense qu’il représente saint Joseph, représente la tête qui correspond au corps que l’on voit dans Marie Madeleine lisant.

La Vierge à l'Enfant avec des saints, un dessin exposé au Nationalmuseum de Stockholm, est considéré comme étant une étude préparatoire pour reproduire une partie du retable d'origine par l'un des élèves de Van der Weyden, qui pourrait être le Maître du Koberger Ründblatter. Le dessin, dont le fond est vaguement esquissé, montre de gauche à droite : un saint non identifié avec la mitre d'évêque et la crosse épiscopale en train d'effectuer un geste de bénédiction ; un espace étroit avec quelques lignes verticales ondulées suggère en outre le début de l'esquisse d'un personnage agenouillé ; un personnage barbu marchant pieds nus dans un habit grossier a été identifié à saint Jean le Baptiste ; une Vierge assise tient sur ses genoux l'Enfant Jésus qui se penche vers la droite, regardant dans la direction d'un livre ; et, tenant ce livre, un homme imberbe à genoux lui aussi identifié à saint Jean l'Évangéliste. Le dessin prend fin au niveau des vêtements de saint Jean, à l'endroit où — sur le panneau de Londres — la canne de Joseph touche les vêtements de saint Jean et de Marie Madeleine. Ceci suggère que le panneau de Marie Madeleine est le premier à avoir été découpé du retable.

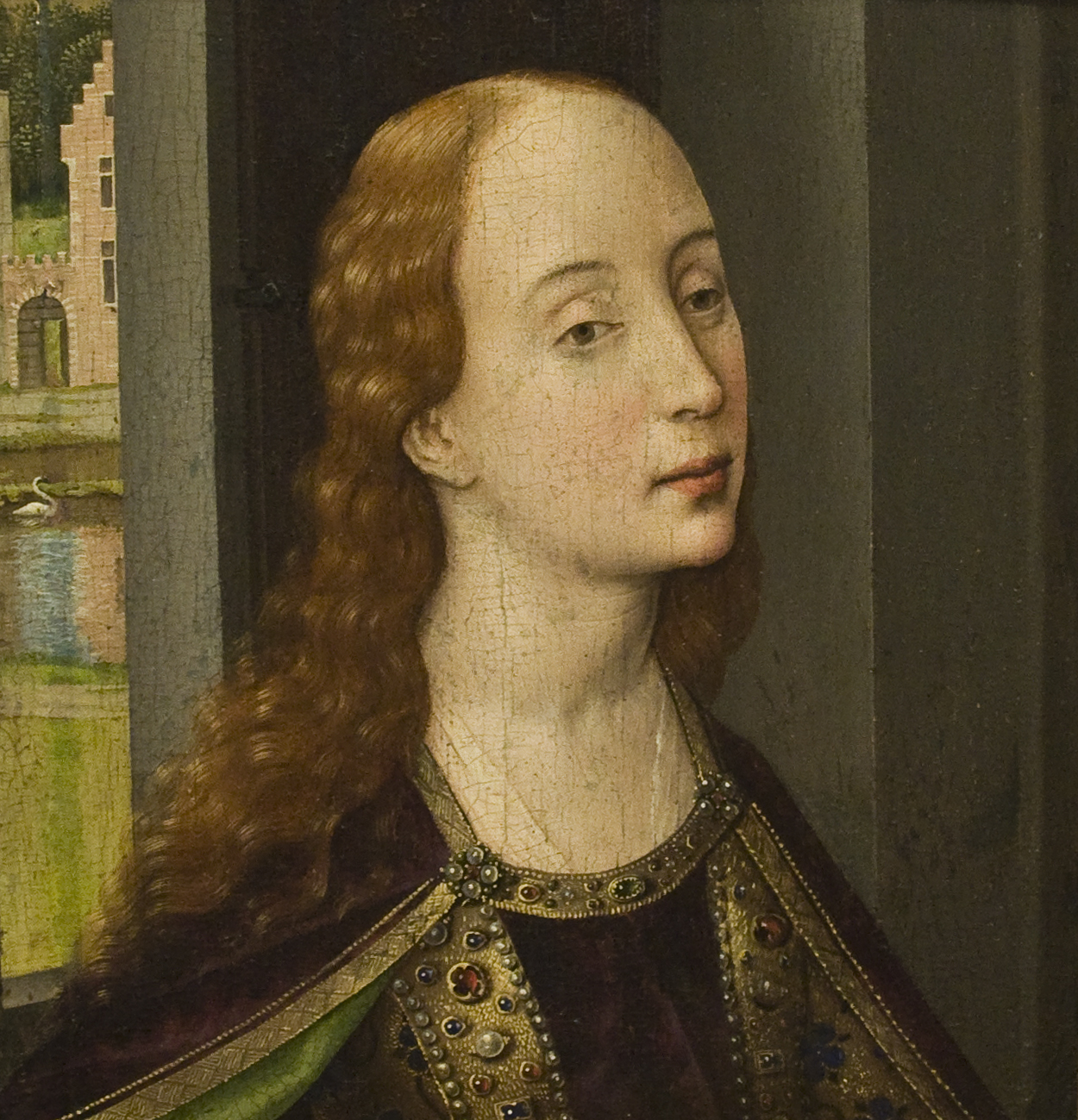
Tête d'une sainte (sainte Catherine ?) (fragment),, Museu Calouste Gulbenkian, Lisbonne. Une représentation possible de sainte Catherine d'Alexandrie, elle est de moins bonne qualité que les deux autres fragments connus, indiquant qu'il a peut-être été réalisé par des membres de l'atelier de Van der Weyden.

À une date inconnue avant sa vente en 1811, le retable fut découpé en au moins trois morceaux, peut-être en raison de dégâts qu'il aurait subi, bien que le fragment avec Marie Madeleine soit dans un bon état de conservation. La peinture foncée ajoutée par-dessus le fragment l'a probablement été au début du XVIIe siècle lorsque la peinture flamande passe de mode et perd en intérêt. Campbell pense qu'après que l'arrière-plan ait été dissimulé, le panneau « ressemblait suffisamment à une scène de genre pour pouvoir être accroché au milieu d'une collection de peintures néerlandaises du XVIIe siècle,. ». À partir de la dimension des trois fragments connus, et en regard du dessin de Stockholm, la taille du retable d'origine a été estimée à 1 × 1,5 m ; l'évêque et Marie Madeleine paraissant marquer les extrémités horizontales de l’œuvre ; toutefois, l'étendue du dessin qui entourait les personnages en haut et en bas est difficile à déterminer. Une telle taille est comparable avec des retables de cette époque. L'arrière-plan reste recouvert d'une couche de pigments noirs et marron jusqu'à la restauration et le nettoyage de l’œuvre en 1955 ; ce n'est qu'après son nettoyage que le lien a pu être fait entre ce fragment et le buste et la tête de Joseph (fragment exposé à Lisbonne). La provenance des deux fragments de Lisbonne est inconnue et ils n'apparaissent qu'en 1907 dans l'inventaire de la collection de Léo Lardus à Suresnes, en France.
Le fragment de Londres représente une partie des vêtements des deux personnages présents sur le panneau d'origine. À la gauche de Marie Madeleine on distingue la robe rouge d'un personnage qui semble être à genoux. Le personnage et son vêtement, et l'arrière-plan dans une moindre mesure, correspondent à saint Jean l’Évangéliste agenouillé. Derrière Marie Madeleine un homme debout vêtu d'un habit bleu et rouge, tenant un chapelet dans sa main droite et une canne dans sa main gauche. Un panneau exposé au Museu Calouste Gulbenkian de Lisbonne représente une tête qui a été identifiée comme étant celle de saint Joseph ; et les vêtements et l'arrière-plan coïncident avec le panneau de Londres.

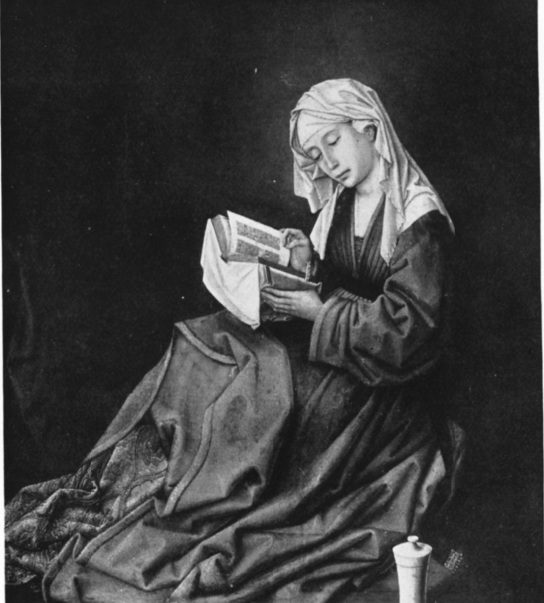
Photographie en noir et blanc des années 1930 montrant le panneau avant qu'il ne soit nettoyé. Les raisons qui ont motivé la découpe du panneau et l'ajout d'une couche foncée restent inconnues.

Il existe un autre petit panneau à Lisbonne avec une tête féminine, richement ou royalement vêtue, qui apparaît pour la première fois en 1907 avec le panneau de Joseph qui font alors partie de l’inventaire de la collection de Léo Nardus à Suresnes. Le personnage féminin pourrait représenter sainte Catherine d’Alexandrie et, aussi bien d’après l’angle de ses vêtements et en partant du fait que la rivière derrière elle est parallèle à celle qui figure à l’extérieur dans le panneau de Londres, il est possible de supposer qu’elle était à genoux. Dans le dessin de Stockholm, ce personnage n’apparaît pas, ou seules des traces de sa robe. Le panneau de Joseph offre lui aussi une vue sur le monde extérieur à travers la même fenêtre que celle qui se trouve dans le panneau de Marie Madeleine ; si l’on suppose que le personnage féminin dans le deuxième panneau de Lisbonne est agenouillé, alors les arbres - que l’on voit au-dessus du plan d’eau situé derrière elle - doivent être alignés avec ceux qui figurent sur le panneau de Londres. Certains historiens de l’art, parmi lesquels Martin Davies et John Ward, ont mis du temps à reconnaître que le panneau de sainte Catherine faisait partie du retable, bien qu’il soit sans aucun doute de Van der Weyden ou d’un de ses élèves contemporains. Les preuves contre cette attribution incluent le fait que l’encadrement de la fenêtre à la gauche de la sainte du Museu Gulbenkian est simple, alors que celui à côté de saint Joseph est chanfreiné. Une telle incohérence dans une seule et même œuvre de Van der Weyden est inhabituelle. Les panels sont de même épaisseur (1,3 cm) et de taille quasi identiques ; le panneau de Sainte Catherine mesure 18,6 × 21,7 cm, celui de Saint Joseph 18,2 × 21 cm.
Lorne Campbell pense que, bien que la tête de sainte Catherine soit « à l’évidence moins bien dessinée et peinte avec moins de talent que celle de Madeleine, », il « semble probable » que les trois fragments proviennent du même retable ; il souligne que « à environ mi-chemin sur le bord droit de ce fragment [celui de « sainte Catherine »] figure un petit triangle rouge, délimitée par un coup de pinceau…. Il est probable que le rouge fasse partie du contour du personnage manquant du Baptiste. » Ce petit élément pictural figure sur le bord extérieur du panneau et n’est visible que quand le panneau est sorti de son cadre. Ward estime que ce petit triangle correspond directement aux plis des robes de saint Jean.
Le dessin de Stockholm contient un espace vide étroit à droite de l'évêque avec quelques lignes indistinctes qui pourraient représenter le profil inférieur du personnage agenouillé de sainte Catherine. Bien que les visages représentés dans les trois panneaux connus ne correspondent à aucun des personnages du dessin, une reconstruction réalisée en 1971 par l'historien de l'art John Ward — qui combine tous les panneaux dans une composition mettant en scène une Vierge à l'Enfant centrale entourée de six saints — est aujourd’hui communément acceptée.
L’histoire et le lieu de conservation du dessin de Stockholm avant le XIXe siècle sont inconnus, à l’exception du verso qui montre une gravure de la Vierge à l’Enfant attribuée à un atelier bruxellois vers 1440. Cette gravure sur bois est également au Portugal aujourd’hui[style à revoir].

## Iconographie
La représentation de Marie Madeleine par Van der Weyden est fondée sur Marie de Béthanie, identifiée à l’époque du pape Grégoire Ier comme la prostituée repentie citée dans l’Évangile selon saint Luc (Luc, 7:36–50). Elle deviendra par la suite représentée en pleurs ou lisant : La miséricorde du Christ contrit le pécheur et remplit ses yeux de larmes. Les artistes du début de la Renaissance l’ont souvent représentée avec des yeux contemplatifs et, associant parfois les larmes aux mots, en train de pleurer en lisant. Des exemples peuvent être observés au XVIe siècle dans les œuvres du Tintoret et du Titien qui montrent Marie Madeleine lisant, les yeux baissés en direction de son livre (ou détournant les yeux d'un regard masculin), ou levant les yeux en direction du ciel, et parfois, en regardant timidement vers le spectateur. Dans « The Crying Face », Mosche Barasch explique qu’à l’époque de Van der Weyden la gestuelle consistant à détourner ou dissimuler le regard devient « l’équivalent pictural du fait de pleurer ».

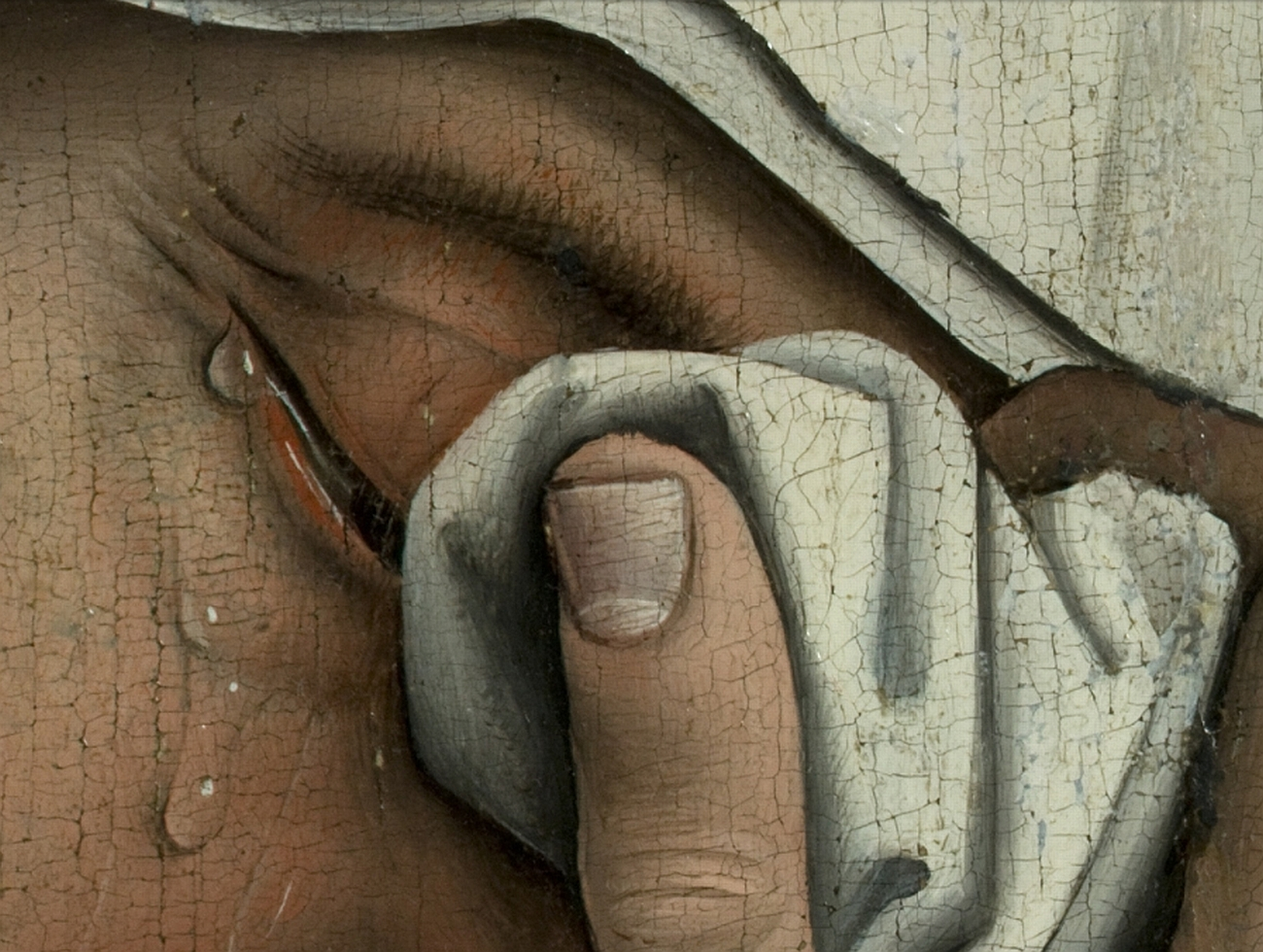
Détail de La Descente de Croix, v. 1435. Van der Weyden représente ici les larmes et les yeux partiellement visibles de Marie de Clopas.

À l’époque médiévale, la lecture devient synonyme de la dévotion, qui nécessite de l’intimité et ne peut pas avoir lieu à la vue du public. Le positionnement de Marie Madeleine par Van der Weyden dans une scène d’intérieur reflète l’alphabétisation de plus en plus répandue chez les femmes au milieu du XVe siècle. La production accrue de textes de dévotion montre que les femmes nobles de l'époque lisaient régulièrement des textes tels que des psautiers ou livre d'heures dans l’intimité de leur foyer. Que Marie Madeleine ait été elle-même une lectrice ou non, elle est — à partir du XVIIe siècle — solidement établie en tant que telle dans les arts visuels. Marie-Madeleine ayant été présente lors de la mort du Christ et de sa résurrection, elle est comme une porteuse de nouvelles, un témoin, et donc directement liée au texte.

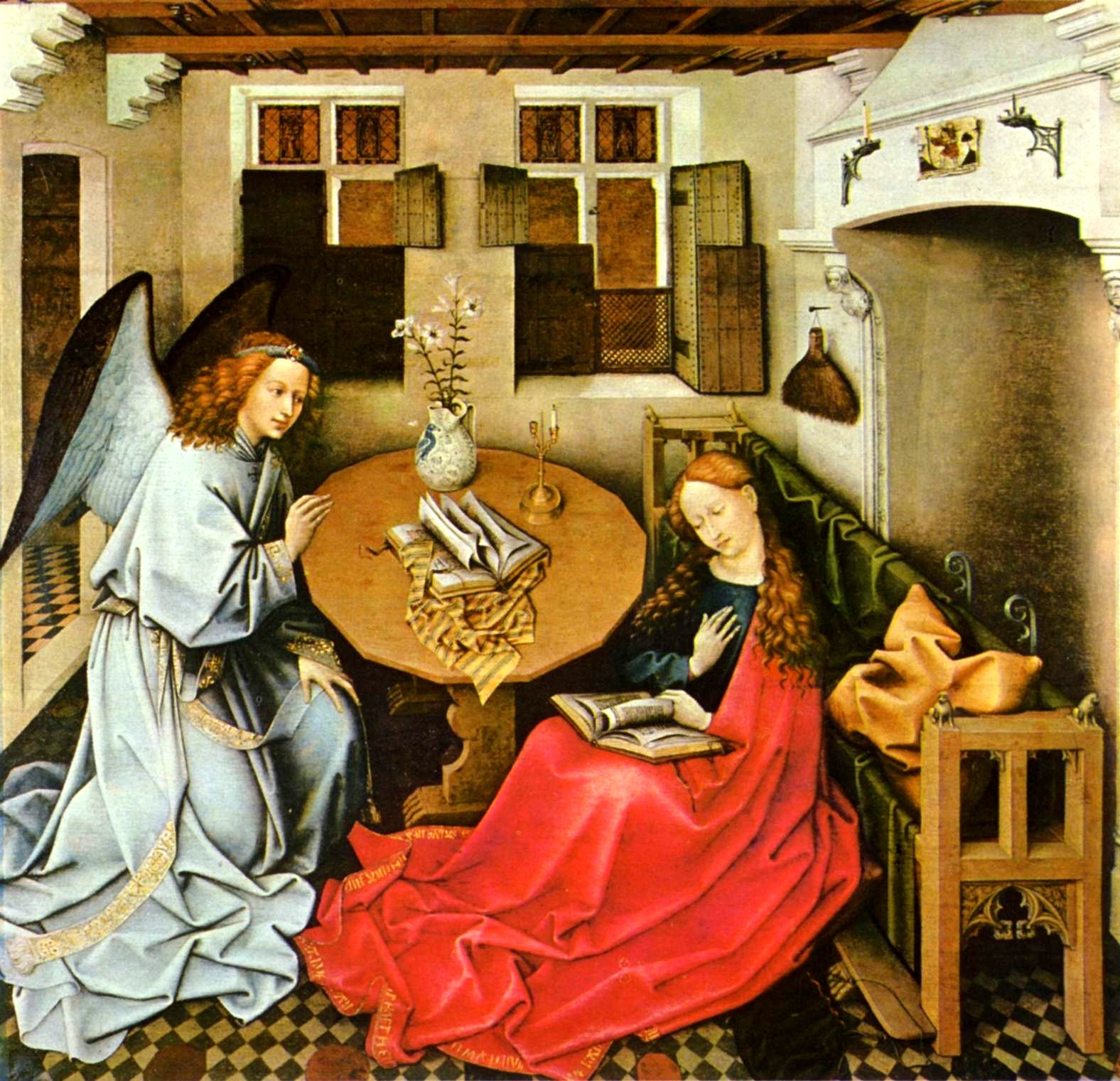
Annonciation, attribuée à Robert Campin, Bruxelles, v. 1420–1440, où la figure de la Vierge ressemble à la Marie Madeleine de Van der Weyden.

L'iconographie de Marie Madeleine véhicule en outre l’idée du Christ en tant que Verbe, représenté par un livre, avec Marie Madeleine en lectrice apprenant l’histoire de sa propre vie dans un moment de réflexion et de repentance. Son dévouement envers la lecture reflète son statut traditionnel de prostituée repentie pieusement, ainsi que de prophétesse ou voyante. Selon la légende, Marie Madeleine vécut les trente dernières années de sa vie en ermite à Sainte-Baume et est souvent représentée avec un livre, lisant ou écrivant, symbolisant ses dernières années de contemplation et de repentance. Au XIIIe siècle, elle avait acquis l'image d'une femme à l’existence jadis honteuse qui, enveloppée dans ses longs cheveux, cachait désormais sa nudité en exil et « supportée par les anges, flottant entre ciel et terre,. »
La jarre à onguents de Marie Madeleine était répandue dans le lexique de l'art à l’époque de Van der Weyden. Marie de Béthanie peut avoir utilisé un pot similaire quand elle se repentit de ses péchés aux pieds du Christ dans sa maison ; à la Renaissance, l’image de Marie Madeleine était celle d’une femme ayant baigné les pieds du Christ de ses larmes et les avoir séchés avec ses cheveux. Elle symbolise le « sacrement de l'onction (Chrême et Onction) » en versant le précieux nard sur les pieds du Christ sur sa tombe.

## Datation et provenance
La date de réalisation du retable est incertaine mais estimée entre 1435 et 1438. Van der Weyden devient peintre de la ville de Bruxelles en 1435, et les historiens estiment que le retable a été réalisé après cette nomination. La notice de la National Gallery indique « before 1438 ». L'historien de l'art John Ward note que le retable est l'un des premiers chefs-d’œuvre de van der Weyden, réalisé au début de sa carrière alors qu'il était encore profondément influencé par son maître Robert Campin. Il propose une datation « vers 1437 » basée sur les similarités que ce retable présente avec le Triptyque de Werl.

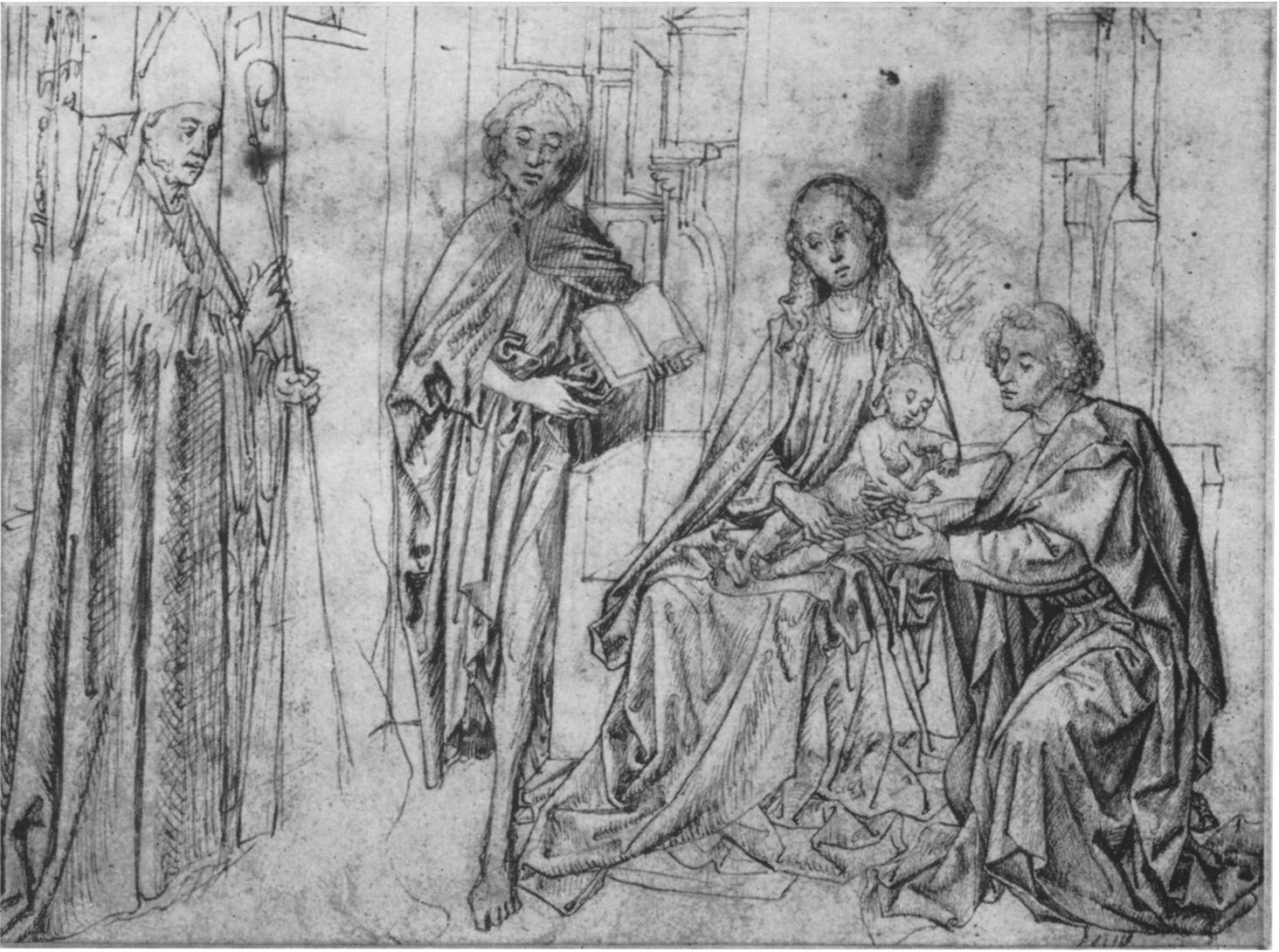
Le dessin de Stockholm, attribué au Maître du Koberger Ründblatter, il représente probablement la partie du retable situé à gauche de Marie Madeleine. Le personnage agenouillé à l'extrême droite est probablement saint Jean l'Évangéliste, dont une partie de l'habit rouge apparaît sur la gauche du fragment de Londres. La position de Marie Madeleine dans le coin inférieur droit (hors de la vue) est devinée par Ward en comparant le positionnement des personnages dans d'autres œuvres de Van der Weyden.

Rogier van der Weyden, comme la plupart des primitifs flamands, étant longtemps tombé dans l'oubli avant d'être redécouvert au début du XIXe siècle, un grand nombre de ses œuvres sont datées ou attribuées à tort, et des œuvres majeures telles que le Retable de Miraflores de Berlin continuent à émerger. En revanche, lorsqu'un certain nombre d’œuvres attribuées à Van der Weyden ou à des élèves placés sous sa supervision furent nettoyées dans la seconde partie du XXe siècle, sa main ou son influence directe furent réfutées, ou dans le cas de Marie-Madeleine, associée à d'autres images dont l'attribution était incertaine.
Les propriétaires du panneau Marie Madeleine lisant ne sont connus qu'à partir du 26 juillet 1810, date de la dispersion à Amsterdam de la « collection Cassino », un collectionneur dont on ne sait quasiment rien. Grâce à cette vente, on sait que le panneau était déjà découpé du retable à cette date. C'est un critique d'art, Jeronimo de Vries, qui l'acquis pour 32 florins. Le 8 mai 1811, il fut vendu comme faisant partie de la « collection de feu M. A[braham] et d'un autre amateur d'art » et aussitôt revendu à Maria Hoofman (1776-1845), une célèbre collectionneuse de Haarlem. Après avoir été acquis par les frères Nieuwenhuys, marchands d'art spécialisés dans la période des primitifs flamands, il passe dans la collection d'Edmond Beaucousin à Paris, dont la collection « réduite mais de qualité » de peintures flamandes est acquise par la National Gallery de Londres par l'intermédiaire de Charles Eastlake en 1860 ; une acquisition qui comprend également deux portraits de Robert Campin et des panneaux de Simon Marmion (1425–1489),. Ces achats s'inscrivent dans une période de grandes acquisitions destinées à établir le prestige et la réputation du musée à l'international. Probablement avant 1811, tout l'arrière-plan, à l'exception de la robe rouge sur la gauche, du vase d'albâtre et du plancher sont peints en brun clair, qui ne sera pas retiré jusqu'au nettoyage de 1955. En général la « surface peinte est en très bon état », bien meilleur toutefois dans les parties qui n'ont pas été repeintes, et elle comporte quelques petits éclats.
Marie Madeleine lisant est une peinture à l'huile peinte sur un panneau de chêne et transféré sur un autre en mahogany (acajou des Antilles) par des artisans inconnus à une date comprise entre 1828 et sa date d'acquisition par la National Gallery en 1860. Campbell écrit que le transfert eut lieu « certainement après 1828, probablement après 1845 et certainement avant 1860 », the year it was acquired by the National Gallery. Des traces de peinture artificielle de couleur bleu outremer à l'endroit du transfert indiquent que ce changement de support eut lieu après 1830. Les panneaux exposés à Lisbonne sont toujours sur leurs supports en chêne. Le dessin de Stockholm a été découvert dans l'inventaire d'une collection allemande vers 1916 et est probablement d'origine suédoise. Il a été légué par un collectionneur norvégien, Christian Langaad, au Nationalmuseum suédois en 1918.

## Galerie

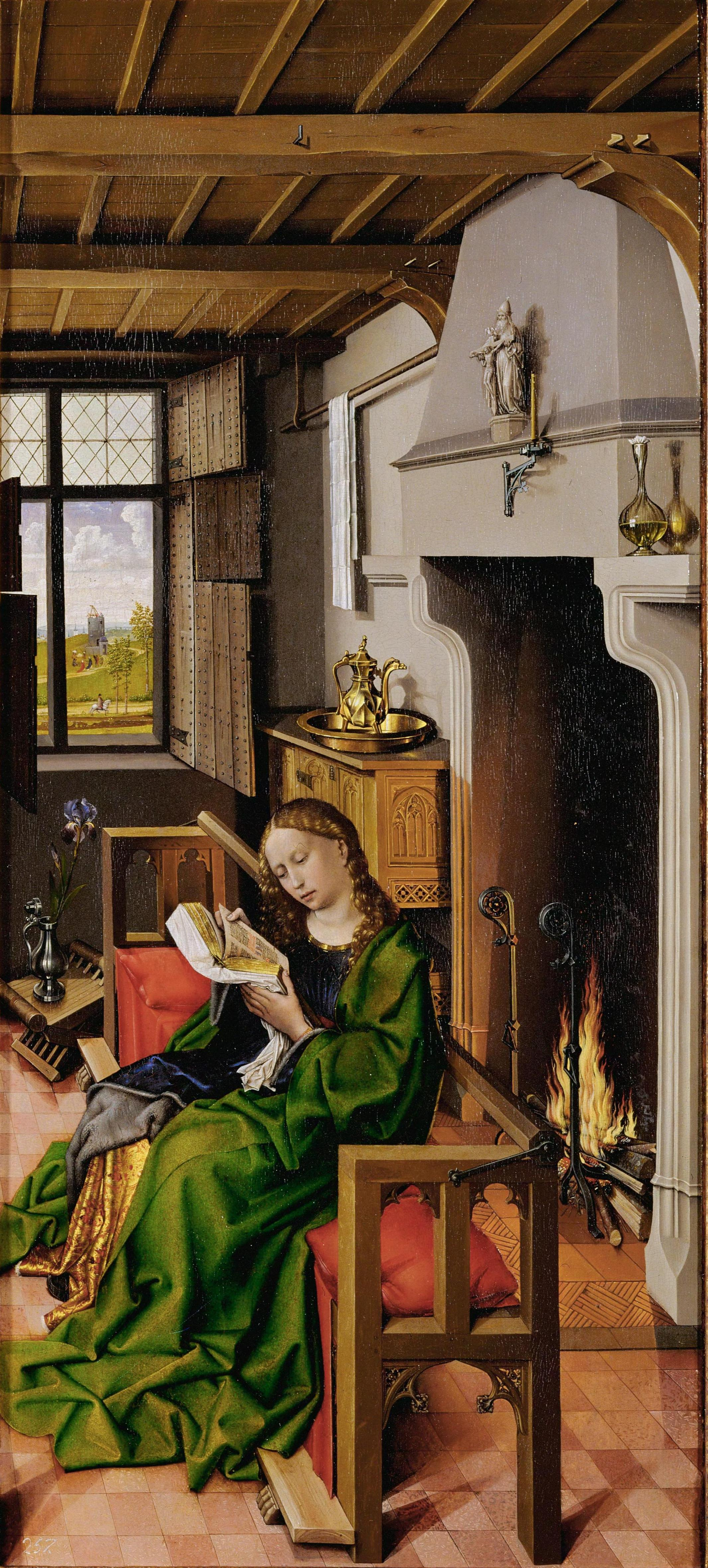
Sainte Barbe représenté sur le panneau droit du Triptyque de Werl de Robert Campin, 1438, Museo del Prado, Madrid. Campin était le maître de van der Weyden et influencera fortement son œuvre. On note que, tout comme dans le tableau de van der Weyden, le seul mouvement dans cette image figée est la page du livre qui est tournée.
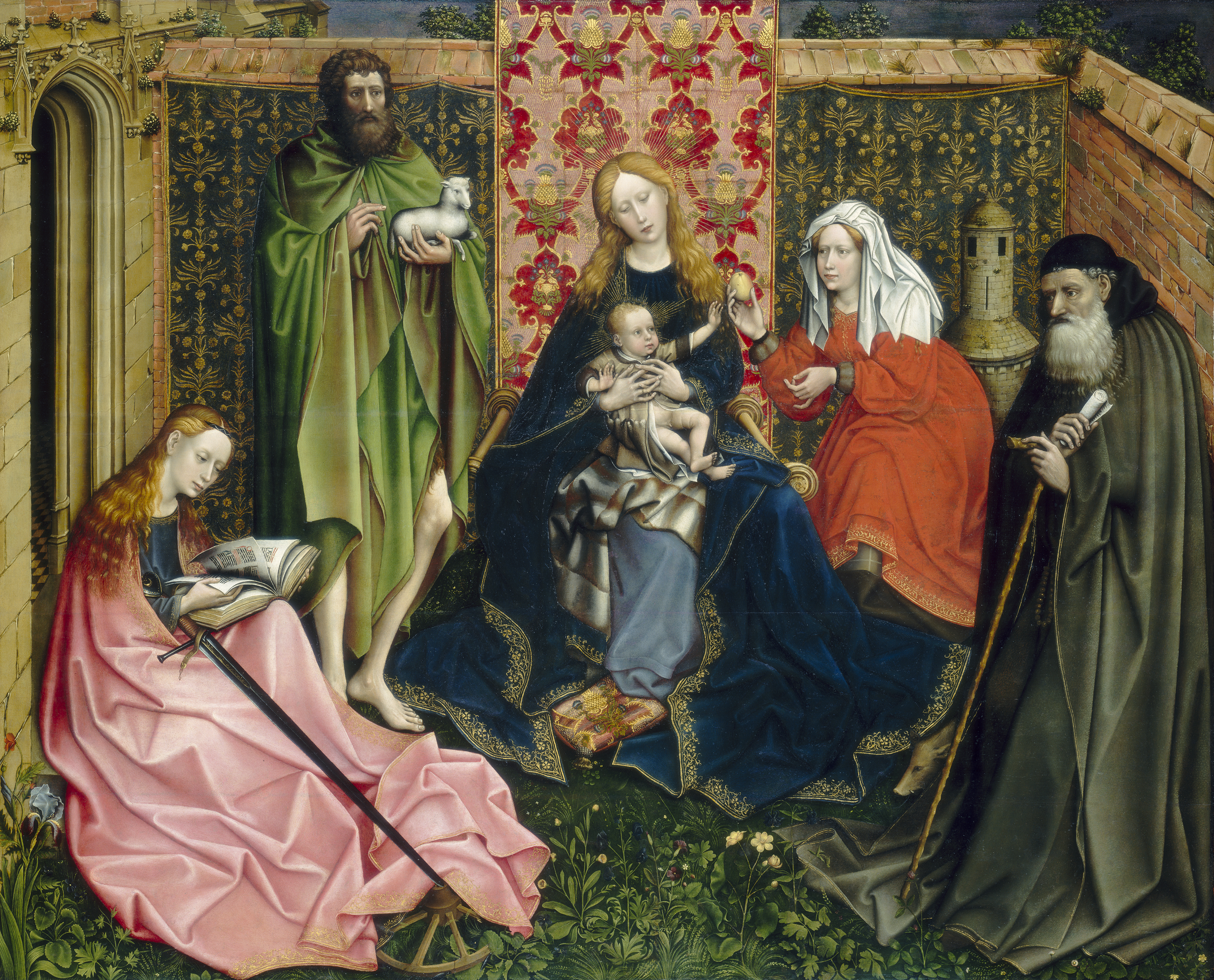
Vierge à l'Enfant avec des saintes dans un jardin clos, v. 1440/1460. Maître de Flémalle ou atelier de Robert Campin. National Gallery of Art, D.C[57]. L'influence de Campin se remarque dans le portrait de sainte Catherine assise et lisant, et dans les lourds plis de sa robe brodée.
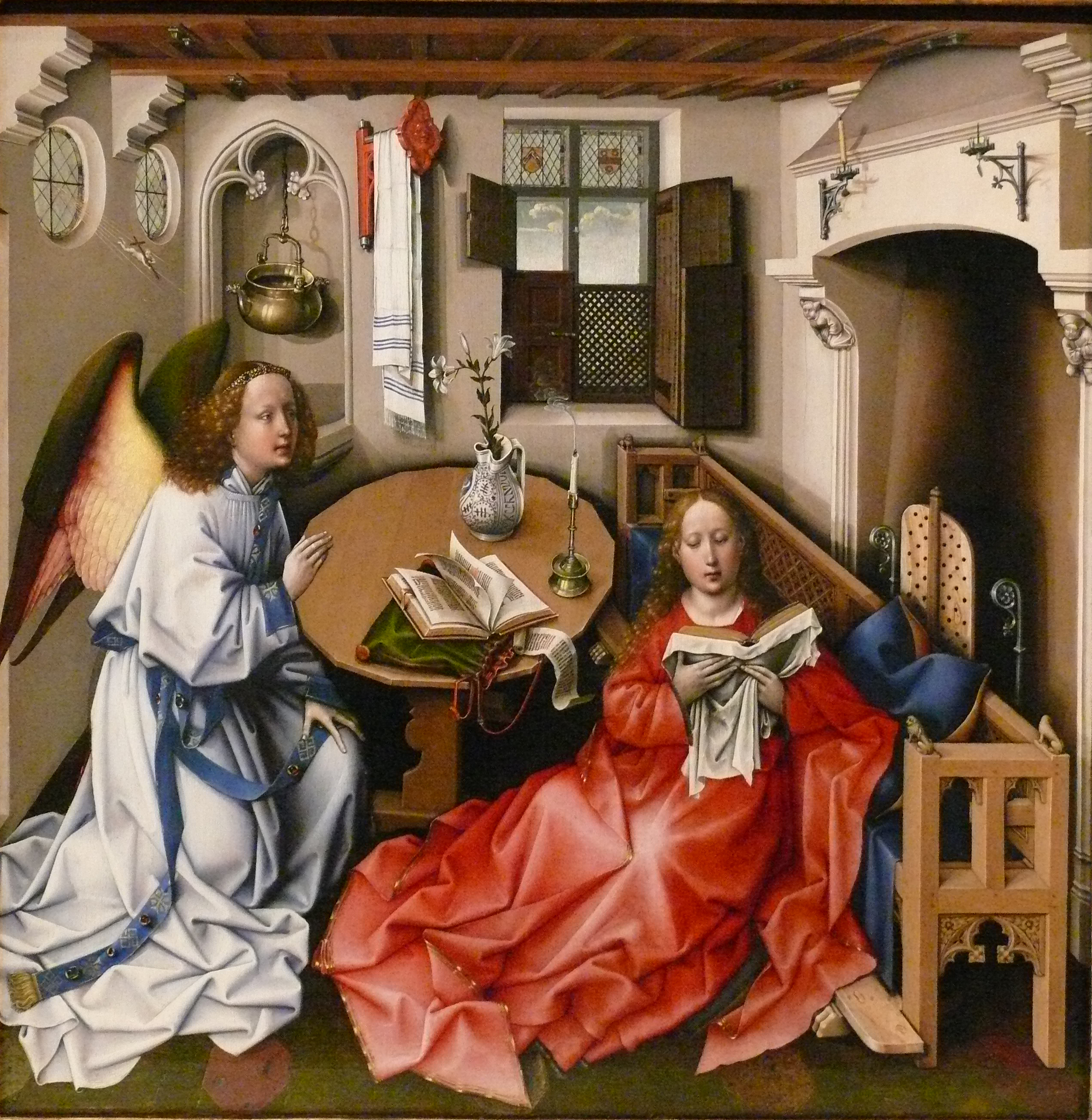
Atelier de Robert Campin, Triptyque de Mérode ou Triptyque de l'Annonciation, (panneau central), v. 1427–1432, Metropolitan Museum of Art, New York ; The Cloisters.
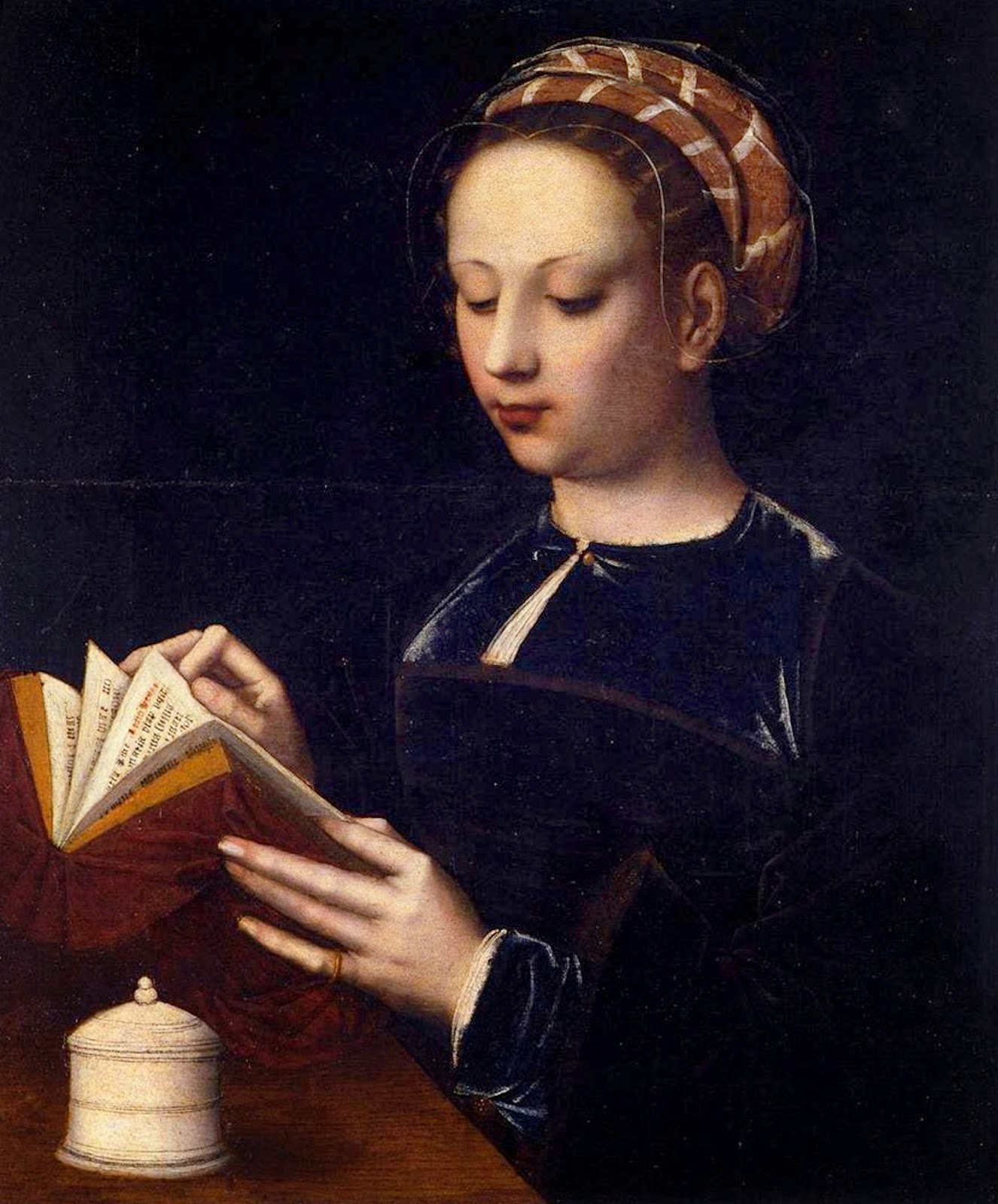
Ambrosius Benson, Madeleine lisant, v. 1525. Cette œuvre partage avec celle de van der Weyden l'importance accordée au volume et à la taille de son livre, et se concentre de manière similaire sur la délicatesse de ses doigts[58].

## Expositions
- 1999 : Drenched in Devotion, Londres, National Gallery
- 2008 : Der Meister von Flémalle und Rogier van der Weyden, Francfort, Institut d’art Städel
- 2009 : Der Meister von Flémalle und Rogier van der Weyden, Berlin, Gemäldegalerie

## Traduction
1. ↑  « one of the great masterpieces of 15th-century art and among van der Weyden's most important early works. »
2. ↑  « Even her fingers, absent-mindedly circled, suggest completeness. In her mix of purity and eroticism, van der Weyden's Magdalen feels whole ; but she isn't. »
3. ↑  « is noticeably dressed in fur-lined garments in “The Magdalen Reading” by Rogier van der Weyden »
4. ↑  « small miracles of painting »
5. ↑  « the attention to detail far exceeds that of Jan van Eyck and the skill of execution is astounding »
6. ↑  « much too narrow and papery in effect »
7. ↑  « it looked sufficiently like a genre piece to hang in a well-known collection of Dutch seventeenth-century paintings »
8. ↑  « obviously less well drawn and less successfully painted than the “Magdalen” »
9. ↑  « borne by angels, floats between heaven and earth. »
10. ↑  « sacrament of anointing (Chrism and Unction) »
11. ↑  « painted surface is in very good condition »
12. ↑  « Certainly after 1828, probably after 1845, and certainly before 1860 »

### Sources et bibliographies
- (en) Cet article est partiellement ou en totalité issu de l’article de Wikipédia en anglais intitulé « The Magdalen Reading » (voir la liste des auteurs).

en français
- Dirk De Vos, Rogier van der Weyden : l’Œuvre complet, Paris, Hazan, 1999, 445 p. (ISBN 978-2-85025-703-2) ;
- Albert Châtelet, Rogier van der Weyden (Rogier de la Pasture), Paris/Milan, Gallimard, coll. « Maîtres de l'art », 1999, 146 p. (ISBN 2-07-011613-1) ;
- Lorne Campbell et Jan Van der Stock (éd.), Rogier Van der Weyden. 1400-1464. Maître des Passions, catalogue d'exposition, M Louvain, 20 septembre - 6 décembre 2009, Louvain, Davidsfonds, 2009  (ISBN 978-90-5826-667-5)
- Stephan Kemperdick, Maîtres de l'Art flamand : Rogier Van der Weyden, Cologne, Könemann, 1999, 140 p.

en anglais
- (en) Diane Apostolos-Cappadona, « The Tears of Mary Magdalene », dans Kimberley Patton, Christine Hawley, John Stratton, Holy Tears : Weeping in the Religious Imagination, Princeton, Princeton University Press, 2005 (ISBN 0-691-11443-9)
- (en) Patricia Badir, « Medieval Poetics and Protestant Magdalenes », dans Gordon McMullan, David Matthews, Reading the Medieval in Early Modern England, Cambridge, Cambridge University Press, 2007 (ISBN 978-0-521-86843-3)
- (en) Moshe Barasch, « The Crying Face », dans Artibus et Historiae (no 8), 1987, p. 21–36
- (en) Andrea P.A. Belloli, Exploring World Art, Londres, Frances Lincoln, 2001, 120 p. (ISBN 0-7112-1895-1)
- (en) Per Bjurström, Dürer to Delacroix : Great Master Drawings from Stockholm, Fort Worth, Texas, Kimbell Art Museum, 1985 (ISBN 978-0-912804-21-7)
- (en) Roy Bolton, The Collectors : Old Masters Painting, Londres, Sphinx Books, 2009, 389 p. (ISBN 978-1-907200-03-8)
- (en) Till-Holger Borchert, « Collecting Early Netherlandish Paintings in Europe and the United States », dans Bernhard Ridderbros, Anne van Buren, Henk van Heen, Early Netherlandish Paintings : Rediscovery, Reception and Research, Amsterdam, Amsterdam University Press, 2005 (ISBN 978-90-5356-614-5)
- (en) Lorne Campbell, The Fifteenth Century Netherlandish Paintings, Londres, National Gallery, 1998 (ISBN 978-1-85709-171-7)
- (en) Lorne Campbell, Van der Weyden, Londres, Chaucer Press, 2004 (1re éd. 1977), 128 p. (ISBN 1-904449-24-7)
- (en) Lorne Campbell et Jan van der Stock, Rogier Van Der Weyden 1400–1464 : Master of Passions, Waanders Uitgeverij, 2009, 592 p. (ISBN 978-90-8526-105-6 et 90-8526-105-8)
- (en) Kenneth Clark, Looking at Pictures, New York, Holt Rinehart and Winston, 1960, p. 45
- (en) Philip Crispin, « Scandal, Malice and the Bazoche », dans April Harper, Caroline Proctor, Medieval Sexuality : A Casebook, New York, Routledge, 2008 (ISBN 978-0415978316)
- (en) Martin Davies, « Netherlandish Primitives : Rogier van der Weyden and Robert Campin », dans The Burlington Magazine for Connoisseur (no 71), 1937, p. 140–145
- (en) Martin Davies, « Rogier van der Weyden's Magdalen Reading », dans Miscellanea Prof. Dr D. Roggen, Anvers, Uitgevrij de Sikkel, 1957, p. 77–89
- (en) Dennis Green, Women Readers in the Middle Ages, Cambridge, Cambridge University Press, 2007, 296 p. (ISBN 978-0-521-87942-2, lire en ligne)
- (en) Cecile Jagodzinski, Privacy and Print : Reading and Writing in Seventeenth-Century England, Charlottesville, Virginie, University Press of Virginia, 1999, 218 p. (ISBN 0-8139-1839-1, lire en ligne)
- (en) Susan Frances Jones, Van Eyck to Gossaert : Towards a Northern Renaissance, Londres, National Gallery, 2011, 144 p. (ISBN 978-1-85709-504-3)
- (en) Ingrid Maisch, Mary Magdalene : The Image of a Woman through the Centuries, Collegeville, MN, Order of St. Benedict Press, 1998, 185 p. (ISBN 978-0-8146-2471-5, lire en ligne)
- (en) Jo Ann McNamara, « Saint and Sinner », dans The Women's Review of Books, vol. 12, 1994, p. 24–25
- (en) Homan Potterton, The National Gallery, London, Londres, Thames and Hudson, 1977
- (en) Leslie Ross, Medieval Art : A Topical Dictionary, Westport, CT, Greenwood Press, 1996, 292 p. (ISBN 0-313-29329-5, lire en ligne)
- (en) Sarah Salih, « The Digby saint plays and The Book of Margery Kempe », dans Samantha J. E. Riches, Sarah Salih, Gender and Holiness : Men, Women, and Saints in Late Medieval Europe, Londres, Routledge, 2002 (ISBN 978-0-415-25821-0)
- (en) John Ward, « A Proposed Reconstruction of an Altarpiece by Rogier van der Weyden », dans The Art Bulletin (no 53), 1971, p. 27–35